# Pelkowo
Pelkowo (biał. Пялькова; ros. Пельково) – chutor na Białorusi, w obwodzie witebskim, w rejonie brasławskim, w sielsowiecie Opsa.
Dawniej zaścianek.

## Historia
W czasach zaborów ówczesny folwark leżał w granicach Imperium Rosyjskiego.
W latach 1921–1945 zaścianek leżał w Polsce, w województwie nowogródzkim (od 1926 w województwie wileńskim), w powiecie brasławskim, w gminie Opsa.
Według Powszechnego Spisu Ludności z 1921 roku zamieszkiwało tu 18 osób, 16 były wyznania rzymskokatolickiego a 2 prawosławnego. Jednocześnie wszyscy mieszkańcy zadeklarowali polską przynależność narodową. Były tu 2 budynki mieszkalne. W 1931 w 3 domach zamieszkiwało 20 osób.
Wierni należeli do parafii rzymskokatolickiej św. Jakuba Apostoła w Opsie. Miejscowość podlegała pod Sąd Grodzki w Opsie i Okręgowy w Wilnie; właściwy urząd pocztowy mieścił się w Opsie.